# Ultramarinlori
Der Ultramarinlori (Vini ultramarina), auch Smaragdlori genannt, ist eine Papageienart aus der Gattung der Maidloris (Vini). Er gilt als stark gefährdet und kommt nur auf der Insel Ua Huka in den Marquesas vor.

## Merkmale
Der Ultramarinlori erreicht eine Größe von 18 cm, eine Flügellänge von 115 bis 127 mm und ein Gewicht von 35 g. Bei den Altvögeln ist die Stirn sattblau. Die Krone und der Hinterkopf sind ultramarinblau. Das Gesicht ist weiß. Die länglichen Federn sind heller blau gestrichelt. Die Oberseite ist stumpfblau. Die Unterseite ist weiß mit einer dunkelblauen Sprenkelung. Über die Brust verläuft ein dunkel ultramarinblaues Band. Die Schenkel und die Unterschwanzdecken sind ultramarinblau. Der hellblaue Schwanz hat weiße Spitzen. Der Schnabel ist orange mit einer bräunlich-schwarzen Spitze. Die Iris ist gelborange und die Beine sind orange. Bei den juvenilen Vögeln ist die Unterseite dunkelblau, wobei Brustseiten und Flanken heller sind. Die Ohrdecken sind unterschiedlich grauweiß markiert. Der Schnabel ist schwarz, die Iris ist dunkelbraun und die Beine sind orangebraun.

## Lebensraum
Der Ultramarinlori bewohnt montane Wälder in Höhenlagen zwischen 500 und 1000 m, wo er bevorzugt an Waldrändern anzutreffen ist. Gelegentlich ist er auch in botanischen Gärten sowie in Obst- und Kokosnussplantagen im Tiefland in höheren Dichten zu beobachten.

## Lebensweise
Der Ultramarinlori geht einzeln oder paarweise auf Nahrungssuche. Außerhalb der Brutzeit kann man ihn auch in Gruppen von bis zu sechs Exemplaren sehen. Er hält sich häufig im Blätterdach des Waldes oder in den blühenden Kronen der Kokosnusspalmen, Mangos oder Bananenbäumen auf, seltener auf niedrig wachsenden Zweigen oder in Büschen. Bei der Nahrungssuche ist er lärmend und ruhelos und er klettert um die Zweige herum, um die Blüten und die Früchte zu erreichen. Sein Flug ist schnell und direkt mit rasanten Flügelschlägen. Der Kontaktruf ist ein schrilles, kreischendes psitt…, das alle paar Sekunden wiederholt wird und in einer Entfernung von 100 m zu hören ist. Der Ultramarinlori fliegt generell über oder kurz unterhalb der Baumwipfelhöhe. Auf längeren Flügen kann er jedoch eine beachtliche Höhe erreichen. Wenn er die Berghänge hinabfliegt, macht er kurze Gleitflüge mit teilweise geschlossenen, abwärts gebogenen Flügeln. 
Die Nahrung besteht aus Pollen, Nektar, Blüten, Beeren, Knospen, weichen Früchten sowie gelegentlich Insekten und ihren Larven. In Gärten kann man den Ultramarinlori an den Mangobäumen (Mangifera indica) sehen. 
Die Brutzeit erstreckt sich von Juni bis Augst. Die Nisthöhlen befinden sich hohlen Bäumen oder Kokosnusspalmen, Spalten in Palmen oder in verrottenden Kokosnüssen, die noch am Baum hängen. Manchmal befinden sich Gelege auch in verlassenen Nestern von Finken oder anderen Vögeln. Die Eier messen 22,6 × 18,6 mm.

## Bestand und Gefährdung
Der Rückgang des Ultramarinloribestands begann vermutlich gegen 1915, als auf Nuku Hiva zum ersten Mal Ratten gesichtet wurden. 1975 existierten auf der Insel Ua Pou schätzungsweise 500 bis 600 Ultramarinloris. 1980 wurden unbeabsichtigt Hausratten auf die Insel eingeschleppt, die bis 1998 die Ultramarinloripopulation auf Ua Pou ausgelöscht hatten. Zwischen 1992 und 1994 wurden auf Fatu Hiva 29 Ultramarinloris ausgewildert. Bis 1997 war der Bestand auf 51 Exemplare angewachsen und man war zuversichtlich, eine stabile Population aufzubauen. Im Jahre 2000 erreichten die Ratten Fatu Hiva und 2007 verschwand der Ultramarinlori auch von dieser Insel. 1975 wurden auf Nuku Hiva 70 Exemplare gezählt, aber bei Suchen in den Jahren 1990 und 2004 konnte man kein Exemplar mehr nachweisen. Heute existiert der Ultramarinlori nur noch auf Ua Huka, wo ein Schullehrer in den 1940er-Jahren ein Pärchen wiedereinführte. In den frühen 1970er-Jahren war der Bestand auf 200 bis 250 Individuen angestiegen, 1991 auf ungefähr 1300 Exemplare und gegenwärtig schätzt BirdLife International die Population auf 1000 bis 2500 Altvögel.